# 정성옥
정성옥(鄭成玉, 1974년 8월 18일 ~ )은 조선민주주의인민공화국의 전직 여자 장거리 달리기 선수로 스페인 세비야에서 열린 1999년 세계 육상 선수권 대회 여자 마라톤에서 금메달을 획득하며 조선민주주의인민공화국 출신 선수로서는 최초로 세계 육상 선수권 대회에서 우승했으며 현재 조선육상협회 서기장을 맡고 있다.

## 선수 경력
1974년 황해남도 해주시 출신으로 미국 애틀랜타에서 열린 1996년 하계 올림픽 여자 마라톤에서 20위를 차지했고 3년 후 스페인 세비야에서 열린 1999년 세계 육상 선수권 대회에서는 여자 마라톤 부문에 1998년 아시안 게임 마라톤 은메달리스트 김창옥의 페이스메이커로 참가했음에도 일본의 이치하시 아리를 제치고 2시간 26분 59초의 기록으로 우승을 차지했다.
이는 지금까지 세계 육상 선수권 대회에서 조선민주주의인민공화국 선수가 유일하게 획득한 메달임과 동시에 남북한을 통틀어 세계 선수권 대회 최초의 금메달이며 북한 체육인으로는 최초로 '공화국 영웅'이라는 칭호를 얻었으며 조선민주주의인민공화국 마라톤의 별이라는 뜻의 '광명성'이라는 별명이 붙여지기도 했다.
이 뿐만 아니라 메르세데스-벤츠 S550 차량, 평양 보통강구역의 48평짜리 37층 아파트를 선물받은 것은 물론 1999년 세계 육상 선수권 대회 우승 상금을 모두 가져갔으며 조선민주주의인민공화국에서는 정성옥 세계 제패 기념우표까지 발행하기도 했다.
그러나 이듬해인 2000년 정성옥은 보스턴 마라톤과 2000년 하계 올림픽에 불참했고 그대로 은퇴를 선언했으며 은퇴 전과 은퇴 후 2번의 최고인민회의 대의원(1998년, 2003년), 2연속 세계 육상 선수권 대회(2013년, 2015년) 북한 선수단장을 지낸 뒤 현재 조선육상협회 서기장으로 지내고 있다.

## 대회 성적
| 대회                  | 1996 | 1997 | 1998 | 1999 |
| --------------------- | ---- | ---- | ---- | ---- |
| 하계 올림픽           | 20위 |      |      |      |
| 세계 육상 선수권 대회 |      |      |      | 1위  |